# FIFA 14
FIFA 14 è un videogioco di calcio pubblicato da Electronic Arts nel 2013 per il Nintendo Wii, PlayStation 3 (con supporto PlayStation Move), Xbox 360 (con Kinect), PC, PlayStation 2, Nintendo 3DS, PlayStation Portable, PlayStation Vita, iPhone, iPad, iPod touch, Android, poi per PlayStation 4 e Xbox One e nel 2014 per Windows Phone e Windows 8. È il 21º titolo della serie FIFA. Lo slogan del gioco è "We are FIFA 14". Venne seguito da FIFA 15.
È l'unico gioco a essere uscito su 3 generazioni diverse di console contemporaneamente (sesta, settima e ottava gen). Difatti, è uscito per PS2, PS3 e PS4.

## Novità

### Motore grafico
FIFA 14 utilizza il nuovo motore grafico prodotto da Electronic Arts, EA Sports Ignite (solo nelle versioni per PlayStation 4 e Xbox One l'intelligenza artificiale è quattro volte più veloce e umana di questa generazione e gli stadi e i giocatori sono riprodotti con dettagli dieci volte superiori alla precedente generazione).

### FIFA Ultimate Team
Tra le novità, si possono cambiare i numeri delle maglie dei calciatori della propria rosa e non ci sono più i moduli per l'intesa.
In più, da questa edizione, sono presenti i cosiddetti stili intesa che, a seconda della scelta, aumentano i valori delle caratteristiche dei propri giocatori.
Infine, oltre alla normale modalità Ultimate Team è stata aggiunta, in concomitanza con l'inizio dei Mondiali in Brasile, la Fifa Ultimate Team World Cup, consistente nella scalata verso la conquista della Coppa del Mondo, che tuttavia è del tutto indipendente dall'UT normale.
Solo per Xbox 360 sono state rese disponibili nella modalità FUT alcune carte "leggende".

## Copertine
In ogni edizione è presente Lionel Messi, affiancato da altri testimonial, differenti per ogni nazione:
- in Italia è affiancato da Stephan El Shaarawy.[3]
- in Messico e in Nord America è affiancato da Javier Hernández.
- in America centrale e in Sud America, ad esclusione del Brasile, è affiancato da Arturo Vidal e da Radamel Falcao.[4]
- in Regno Unito e in Irlanda è affiancato da Gareth Bale con maglia del Real Madrid (Spagna).
- in Polonia è affiancato da Robert Lewandowski.
- in Ungheria è affiancato da Balázs Dzsudzsák.
- in Svizzera è affiancato da Xherdan Shaqiri.
- in Austria è affiancato da David Alaba.
- in Australia e in Nuova Zelanda è affiancato da Tim Cahill.
- in Giappone è affiancato da Maya Yoshida e Makoto Hasebe.

In tutto il mondo, nella copertina del gioco per PlayStation 4 e Xbox One, sono presenti Lionel Messi da solo e il numero 14 del titolo color oro, per differenziarsi dalla versione old-gen.

## Telecronisti
- In italiano:  Fabio Caressa e  Beppe Bergomi, da bordocampo  Matteo Barzaghi.
- in francese:  Hervé Mathoux e  Franck Sauzée.
- In arabo:  Issam Chaouali e  Abdullah Mubarak Al-Harbi.
- in spagnolo: Ciro Procuna,  Mario Alberto Kempes e  Fernando Palomo.
- in portoghese:  Tiago Leifert e  Caio Ribeiro.
- in inglese:  Clive Tyldesley e  Andy Townsend, da bordocampo  Geoff Shreeves.
- in inglese:  Alan Smith e    Martin Tyler, da bordocampo   Geoff Shreeves.
- in spagnolo:  Manolo Lama e  Paco González.
- in olandese:  Youri Mulder e  Evert ten Napel.
- in russo:  Yuri Rozanov e  Vasilij Solov'ëv, da bordocampo  Alexander Loginov.
- in portoghese:  Hélder Conduto e  David Carvalho.
- in polacco:  Dariusz Szpakowski e  Wlodzimierz Szaranowicz.

## Campionati
FIFA 14 include 33 campionati, 3 in più di FIFA 13.
- A-League
- Airtricity League
- ALJ League
- Allsvenskan
- Barclays Premier League
- FL Championship
- Football League 1
- Football League 2
- Osterreich Bundesliga
- Bundesliga
- 2.Bundesliga
- Ekstraklasa
- Eredivisie
- Jupiler Pro League
- K-League
- Liga Bancomer MX
- Liga BBVA
- Liga Adelante
- Liga do Brasil[5]
- Liga Portuguesa[6]
- Liga Postobón
- Ligue 1
- Ligue 2
- Major League Soccer
- Primera División[7]
- Primera División
- Raiffeisen Super League
- Russian League
- Scottish Premiership
- Serie A[7]
- Serie B[8]
- Superliga
- Tippeligaen

Le squadre non ufficiali hanno loghi e kit falsi; alcune di esse hanno anche il nome fittizio, anche con giocatori ufficiali.

### Resto del Mondo
I club presenti nella sezione "Resto del Mondo" sono:
- AEK Atene
- Olympiacos
- Panathīnaïkos
- PAOK
- Galatasaray SK
- Independiente
- Kaizer Chiefs
- Orlando Pirates
- MLS All-Stars
- Palmeiras
- Rangers
- Šachtar
- Classic XI
- World XI
- Adidas All Star

### Nazionali
FIFA 14 include 47 nazionali, 1 in più di FIFA 13, ovvero il Galles.
- Argentina
- Australia
- Austria
- Belgio
- Bolivia
- Brasile
- Bulgaria
- Camerun
- Cile
- Colombia
- Corea del Sud
- Costa d'Avorio
- Danimarca
- Ecuador
- Egitto
- Finlandia
- Francia
- Galles[9]
- Germania
- Grecia
- India
- Inghilterra
- Irlanda
- Irlanda del Nord
- Italia
- Messico
- Norvegia
- Nuova Zelanda
- Paesi Bassi
- Paraguay*
- Perù
- Polonia
- Portogallo
- Rep. Ceca
- Romania
- Russia
- Scozia
- Slovenia
- Spagna
- Sudafrica
- Svezia
- Svizzera
- Turchia
- Stati Uniti
- Ungheria
- Uruguay
- Venezuela*

In grassetto quelle con licenza.
- Le squadre con * hanno kit e nomi di giocatori fittizi.

## Stadi
Per quanto riguarda gli stadi, oltre a molti già presenti in FIFA 13, ci saranno per la prima volta gli impianti Goodison Park, La Bombonera e la Donbas Arena. Inoltre ritornerà lo stadio Camp Nou dopo un anno di assenza. Inoltre il 23 maggio 2014 è stato annunciato lo stadio Estádio Jornalista Mário Filho conosciuto come Maracana per l'introduzione dei mondiali e lo si è potuto utilizzare solo per FIFA Ultimate Team World Cup.
| #  | Stadio             | Nome Reale                      | Luogo          | Bandiera                  | Squadra                     |
| -- | ------------------ | ------------------------------- | -------------- | ------------------------- | --------------------------- |
| 1  | Allianz Arena      | Allianz Arena                   | Germania       | Germania (bandiera)       | Bayern Monaco Monaco 1860   |
| 2  | HSH Nordbank Arena | HSH Nordbank Arena              | Germania       | Germania (bandiera)       | Amburgo                     |
| 3  | Olympiastadion     | Olympiastadion                  | Germania       | Germania (bandiera)       | Hertha Berlino              |
| 4  | Signal Iduna Park  | Signal Iduna Park               | Germania       | Germania (bandiera)       | Borussia Dortmund           |
| 5  | Veltins Arena      | Veltins-Arena                   | Germania       | Germania (bandiera)       | Schalke 04                  |
| 6  | Anfield            | Anfield                         | Inghilterra    | Inghilterra (bandiera)    | Liverpool                   |
| 7  | Emirates Stadium   | Emirates Stadium                | Inghilterra    | Inghilterra (bandiera)    | Arsenal                     |
| 8  | Etihad Stadium     | Etihad Stadium                  | Inghilterra    | Inghilterra (bandiera)    | Manchester City             |
| 9  | Old Trafford       | Old Trafford                    | Inghilterra    | Inghilterra (bandiera)    | Manchester Utd              |
| 10 | St James' Park     | St James' Park                  | Inghilterra    | Inghilterra (bandiera)    | Newcastle Utd               |
| 11 | Stamford Bridge    | Stamford Bridge                 | Inghilterra    | Inghilterra (bandiera)    | Chelsea                     |
| 12 | Goodison Park      | Goodison Park                   | Inghilterra    | Inghilterra (bandiera)    | Everton                     |
| 13 | White Hart Lane    | White Hart Lane                 | Inghilterra    | Inghilterra (bandiera)    | Tottenham                   |
| 14 | Wembley            | Wembley                         | Inghilterra    | Inghilterra (bandiera)    | Inghilterra                 |
| 15 | Camp Nou           | Camp Nou                        | Spagna         | Spagna (bandiera)         | Barcellona                  |
| 16 | Santiago Bernabéu  | Santiago Bernabéu               | Spagna         | Spagna (bandiera)         | Real Madrid                 |
| 17 | Mestalla           | Mestalla                        | Spagna         | Spagna (bandiera)         | Valencia                    |
| 18 | Vicente Calderón   | Vicente Calderón                | Spagna         | Spagna (bandiera)         | Atlético Madrid             |
| 19 | Juventus Stadium   | Juventus Stadium                | Italia         | Italia (bandiera)         | Juventus                    |
| 20 | San Siro           | Giuseppe Meazza                 | Italia         | Italia (bandiera)         | Milan Inter                 |
| 21 | Stadio Olimpico    | Olimpico                        | Italia         | Italia (bandiera)         | Roma Lazio                  |
| 22 | Parc des Princes   | Parc des Princes                | Francia        | Francia (bandiera)        | Paris Saint-Germain         |
| 23 | Stade de Gerland   | Stade de Gerland                | Francia        | Francia (bandiera)        | Olympique Lione             |
| 24 | Stade Vélodrome    | Stade Vélodrome                 | Francia        | Francia (bandiera)        | Olympique Marsiglia         |
| 25 | BC Place Stadium   | BC Place Stadium                | Canada         | Canada (bandiera)         | Vancouver Whitecaps         |
| 26 | Azteca             | Azteca                          | Messico        | Messico (bandiera)        | América Messico             |
| 27 | Amsterdam Arena    | Amsterdam Arena                 | Paesi Bassi    | Paesi Bassi (bandiera)    | Ajax                        |
| 28 | La Bombonera       | La Bombonera                    | Argentina      | Argentina (bandiera)      | Boca Juniors                |
| 29 | King Fahd Stadium  | King Fahd International Stadium | Arabia Saudita | Arabia Saudita (bandiera) | Al-Shabab Al-Hilal Al-Nassr |
| 30 | Donbass Arena      | Donbass Arena                   | Ucraina        | Ucraina (bandiera)        | Šachtar                     |

## Colonna sonora
- American Authors - "Hit It"
- Amplify Dot - "Get down"
- Bloc Party - "Ratchet"
- Chinza Dopeness - "T.U.B.E."
- Chvrches - "We Sink"
- Crystal Fighters - "Love Natural"
- Dan Croll - "Compliment Your Soul"
- David Dallas - "Runnin"
- De Staat - "Down Town"
- Disclosure - "F for You"
- Empire of the Sun - "Alive"
- Foals - "My Number"
- Grouplove - "I'm with You"
- Guards - "I Know It's You"
- Illya Kuryaki and the Valderramas - "Funky Futurista"
- Jamie N Commons - "Marathon"
- John Newman - "Love Me Again"
- Karol Conka - "Boa Noite"
- Los Rakas - "Hot"
- Marcelo D2 - "Você Diz Que o Amor Não Dói"
- Miles Kane - "Don't Forget Who You Are"
- Nine Inch Nails - "Wish"
- Ok Kid - "Am Ende"
- Oliver - "Mechanical"
- Olympic Ayres - "Magic"
- Portugal. The Man - "Purple Yellow Red and Blue"
- Robert Delong - "Here"
- * Rock Mafia feat. Wyclef Jean and David Correy - "I Am"
- Smallpools - "Dreaming"
- The 1975 - "The City"
- The Chain Gang of 1974 - "Miko"
- The Coulorist - "Little Games" (St. Lucia Remix)
- The Naked and Famous - "Hearts Like Ours"
- The Royal Concept - "On Our Way"
- Vampire Weekend - "Worship You"
- Wretch 32 - "24 Hours"
- You Me at Six - "Lived a Lie"

## Promozione
L'uscita della demo è avvenuta il 10 settembre 2013 per PC e Xbox 360 e l'11 settembre per PS3. Nella demo appariva anche la terza maglia del Tottenham Hotspur, nonostante sia stata presentata ufficialmente più tardi, il 19 settembre.
Inoltre è uscita sempre per Xbox 360 una particolare edizione (da prenotare) che includeva una fornitura ampia di pacchetti d'oro gratuita e la presenza inclusa nel pacchetto della squadra Adidas che è normalmente sbloccabile all'interno del videogioco.